# Al-Ahli Saudi Football Club (femenino)
Al-Ahli Saudi Women Football Club (en árabe:النادي الأهلي السعودي لسيدات, romanización: an-nādī al-ʿahlī as-saʿūdī li-sāyīdāt), conocido simplemente como Al-Ahli Ladies, es un club profesional de fútbol femenino con sede en Yeda, Arabia Saudí. Se fundó en 2022 como sección femenina del club homónimo, tras la adquisición de la licencia deportiva del Miras Women Football Club.
El equipo compite en la Saudi Women's Premier League, la máxima categoría del fútbol nacional saudí, desde su debut en la edición inaugural de la 2022-23.

## Historia

### Formación (2022)
El 6 de octubre de 2022, la Federación de Fútbol de Arabia Saudita anunció que el Al-Ahli había completado oficialmente la adquisición del Miras Jeddah Club, club de la Saudi Women's Premier League de la temporada 2022-23, ya que se unía a la lista de clubes deportivos profesionales que participaban en la Saudi Women's Premier League junto con el Al-Hilal, Al-Nassr y Al-Ittihad.

### Renovación: Principales fichajes y cambio de temporada (2022-actualidad)
Tras la intención de la Federación de Fútbol de Arabia Saudita de promover y profesionalizar la liga de fútbol femenino. El Al-Ahli anunció el nombramiento de la entrenadora jordana Manar Fraij para dirigir el equipo, exjugadora internacional y exentrenadora de la selección femenina juvenil de Jordania. Al-Ahli anunció más tarde los fichajes de cinco jugadoras internacionales de la región norteafricana, la argelina Abla Bensenouci y el cuarteto tunecino Salima Jobrani, Sana Yaakoubi, Yasmine Jemai y Aya Jeddi.
Tras la conclusión de la temporada de la Liga de Campeones Femenina de la CAF 2022, el Al-Ahli fichó a la máxima goleadora del torneo, la delantera del AS FAR y de la selección nacional femenina de Marruecos Ibtissam Jraïdi, lo que se describió como el mayor acuerdo monetario y el mayor en los continentes (África y Asia) para el traspaso de una jugadora de fútbol femenino. El fichaje de Jraïdi desempeñó un papel fundamental en el cambio de rumbo del equipo tras una primera mitad de temporada complicada, en la que el Al-Ahli sólo consiguió dos victorias en siete partidos. Con Jraïdi a bordo, el equipo logró tres victorias, un empate y perdió partidos por la mínima, asegurándose en última instancia una 6ª posición de 8. Jraïdi también se proclamó subcampeona de la lista de máximas goleadoras.
Al comenzar la temporada 2023-24, el Al-Ahli ganó confianza y se fijó como objetivo ganar la liga. Entre los fichajes más destacados se encontraban la delantera ghanesa Alice Kusi, la portera jordana Rawand Kassab y la defensa Ayah Al-Majali, destinados a reforzar el equipo.

## Organigrama deportivo

### Entrenadores
Lista de los entrenadores del Al-Ahli Femenino desde 2022 hasta la actualidad.
| Temporadas | Entrenador  |
| ---------- | ----------- |
| 2022-act.  | Manar Fraij |

## Palmarés
| Competición nacional   | Títulos | Subcampeonatos |
| ---------------------- | ------- | -------------- |
| Primera División (0/1) |         | 2023-24        |
| SAFF Women's Cup (1/0) | 2023-24 |                |